# Stieg 16 (Quedlinburg)
Das Haus Stieg 16 (bis 1878: Am Stieg 196) ist ein denkmalgeschütztes Gebäude östlich des Marktes in der Stadt Quedlinburg in Sachsen-Anhalt. Es stammt in der jetzigen Form aus dem 17. Jahrhundert und ist eines der ganz wenigen Quedlinburger Beispiele für eine griechischsprachige Inschrift. Zudem lässt sich an der zur Pölle angebrachten Inschrift eine apotropäische Deutungszuweisung einer zeitgenössischen Inschrift in Quedlinburg nach dem Stadtbrand von 1675 erkennen.

## Lage
Es befindet sich östlich des Marktplatzes der Stadt an der Ecke der Straßen Stieg und Pölle. Die Traufseite des Hauses zeigt zum Stieg, der östliche Giebel zur Pölle. Seine markante Ecklage verleiht dem Gebäude eine hohe städtebauliche Bedeutung. Es gehört zum UNESCO-Weltkulturerbe.

## Architektur und Geschichte

### Der Bau Stieg 16

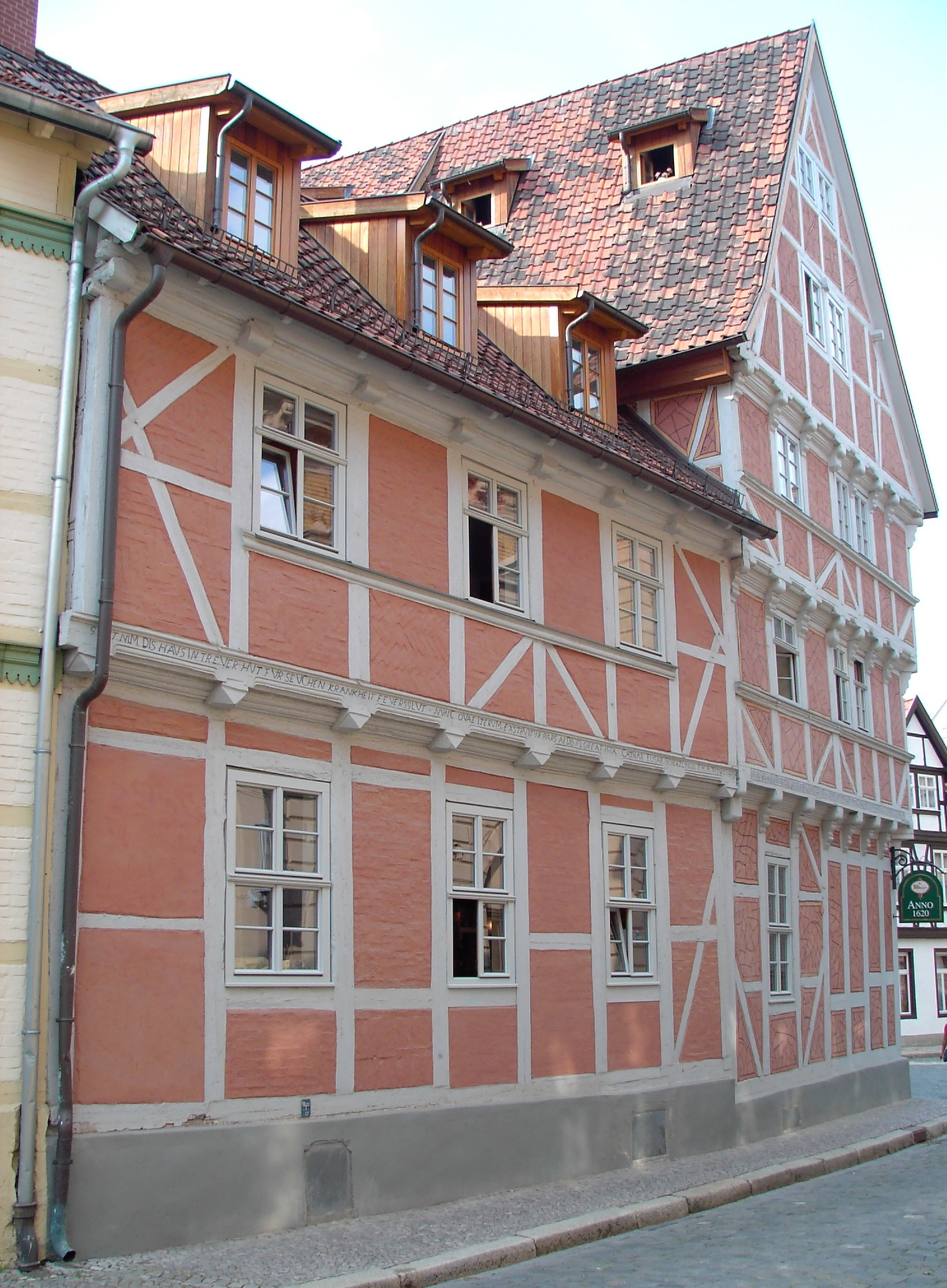
Südlicher Flügel des Hauses Stieg 16

Das dreigeschossige Fachwerkhaus an der Ecke zur Pölle, traufständig zum Stieg mit beiden Obergeschossen vorkragend, ist zum Stieg 14 Gefache und zur Pölle sieben Gefache breit. Es entstand 1620 auf einem Sockel aus Sandstein. Auf der Parzelle an dieser Stelle lag ein Braurecht. Die Fassade ist mit Schiffskehlen verziert, die Balkenköpfe sind schlicht abgerundet. Karniesprofile sind in die Brüstungs- und Füllhölzer eingearbeitet. An der Stockschwelle befindet sich eine humanistische Inschrift in Griechisch, Latein und Deutsch.
Bauherr und Baumeister war der Quedlinburger Stadtschreiber Christoph Nicolai. Er bewohnte dann mit seiner Frau Catharina und sechs Kindern das Haus. Als Zimmermann des Hauses wird der Ratszimmermann Barthel Merten angenommen. Auf ihn weisen die Initialen BM hin.
Im Jahr 1689 ließ die Enkelin des Stadtschreibers nach einer Bauinschrift den südlichen Flügel anfügen. Zugleich erneuerte man das Wohnhaus. Es erhielt einen marmorierenden Anstrich und eine stark gekröpfte Rhombentür. Andere Angaben vermuten die Entstehung der sich über zwei Achsen erstreckende Tür im 18. Jahrhundert. Die Tür befindet sich links der Mitte. Das Hauptgebäude erhielt im Zuge der Errichtung des Seitenflügels eine neue Farbgebung. Der bis dahin graue und ockerfarbene Anstrich, der die Fachwerkriegel und -streben weitgehend unkenntlich machte, wurde durch eine marmorierende Farbgebung der Felder abgelöst. Die Fachwerkständer wurden hellgrau gestrichen. Die großzügig geschnittenen oberen Geschosse waren nur über eine hofseitige Außentreppe zu erreichen. Eine Durchfahrt zum Hof soll nur über ein Hoftor des benachbarten Stieg 17 möglich gewesen sein. Beide Gebäudeteile sind voll unterkellert, wobei das Kellergewölbe des Haupthauses aus Sandstein, das des Anbaus aus Ziegelsteinen errichtet wurde.
Im 19. Jahrhundert wurde die Fassade verputzt. Ende des 19. Jahrhunderts war ein Herr Baumgarten Eigentümer des Hauses. Er betrieb im Erdgeschoss eine Gaststätte. Ebenfalls Ende des 19. Jahrhunderts fügte man in das Erdgeschoss ein Ladengeschäft ein. So entstand bereits 1888 im 4. und 5. Gefach des südlichen Anbaus ein Schaufenster, welches jedoch heute nicht mehr vorhanden ist. Rechts des Schaufensters entstand 1925 eine Ladentür.
Ein Heinrich Storch betrieb im Haus in den 1950er Jahren einen Lebensmittelladen. In den Laden konnte man sowohl vom Stieg, als auch von der Pölle her gelangen. Das Gebäude war verputzt.
Der marmorierende Anstrich blieb bis 1988 erhalten und wurde bei einer 1998 erfolgten Sanierung wieder aufgenommen. Auf dem hellroten Grund der verputzten Gefache befindet sich eine schwarz und gelb geäderte Marmorierung. Zur Absetzung gegenüber den nach Farbbefunden hellgrau gestrichenen Balken dient ein schwarzer Konturstrich. Während der Sanierung wurden auch die ursprünglich unter den Balkenköpfen vorhandenen Knaggen wieder hergestellt. Im Haus entstanden Wohnungen und im Erdgeschoss eine Gaststätte. Einzelne historische Ausstattungsstücke blieben erhalten, so ein aus der Zeit des Barock stammendes Kreuzstockfenster, die Bodenfliesen im Flur und im 19. Jahrhundert entstandene gedrechselte Pfosten des Geländers.

### Der südliche Flügel
Entlang der Straße Pölle zieht sich der südliche Flügel des Hauses. Er ist sieben Gefache breit, traufständig zur Pölle und zwei Etage hoch zudem weitgehend unverändert und trägt an seiner Stockschwelle eine Inschrift. An der Fassade finden sich die Fachwerkfigur Halber Mann sowie Fußstreben. Darüber hinaus bestehen in den Gefachen Zierausmauerung.

### Haushaltsvorstände
Die folgende Auflistung richtet sich nach dem Eintrag im Häuserbuch. Die gegebenen Daten entsprechen den benutzten Quellen nicht den tatsächlichen Daten von Ein- oder Auszug.
- [1520] – [1530] Joachim Henneberg
- [1534] – [1570] Erhart Henneberg
- [1585] – [1600] Kämmerer Andres Ruing
- [1610] – [1610] Valtin Walmann
- [1620] – 1655 Stadtschreiber (1620), Kämmerer (1630) und Stadtvoigt (1655) Christoph Nicolai
- 1655 – [1660] Johannes Schertzling
- [1675] – 1693 Amtsrat und Syndikus Paul Henkel
- 1693 – [1720] Konsistorialrat Krüger
- 1759 – [1760] Georg Wilhelm Schroeder
- [1820] – [1820] Johann Christian Peau
- [1852] – [1852] Daniel Friedrich Plochmann
- [1878] – [1878] Restaurateur A. Baumgarten
- [1899] – [1910] Kaufmann Falkenburg
- [1935] – [1935] Zigarrenhandlung Lentzsch

## Bauinschriften
Die dreiteilige Inschrift ist auf dem zum Stieg gelegenen Schwellbalken des ersten vorkragenden Obergeschosses (A), auf dem zur Pölle gelegenen Schwellbalken am Giebel (B) und auf dem zur Pölle gelegenen Schwellbalken des Nebenhauses (C) angebracht.

### Inschrift auf dem zum Stieg gelegenen Schwellbalken
| Länge 13 m, Buchstabenhöhe: 12 cm. – Erhabene Majuskel und Minuskel. |
| |
| (A) ΔΙΚΑΙΑ ΔΡΑΣΑΣ ΣΥΜΜΑΧΟΥ ΤΕΥΞΗ ΘΕΟΥ : OPEM TIBI DEVS IVSTA SI EGERIS FERET IeThU Recht, Scheu Niemandt sag ich frey: Das gott dem hülff vnndt beystandt sey: CHRISTOPHORVS Nickel : ANNO 1620 I • S • BM |
| Wenn du gerecht handelst, wirst du Gott als Mitstreiter erlangen + Wohlstand wird dir Gott bringen, wenn du gerecht handelst                                                                               |

### Inschrift auf dem zur Pölle gelegenen Schwellbalken
| Länge 6 m, Buchstabenhöhe: 7 cm. – Erhabene Majuskel.                             |
|                                                                                   |
| (B) DEO SIMVL ET IVSTITIA NIHIL MAIVS EXISTIT + NOVELL: 164[.] : IN PRINC(IPIO) : |
| Nichts Größeres gibt es, als Gott und die Gerechtigkeit                           |

### Inschrift auf dem zur Pölle gelegenen Schwellbalken des Nebenhauses
| Länge 7 m, Buchstabenhöhe: 6 cm. – Eingetiefte Majuskel. |
| |
| (C) GOTT NIM DIS HAVS IN TREVER HVT FVR SEVCHEN KRANKHEIT FEVERSGLVT • NVNC OVAE ITERVM EXSTRVITVR PARSAEDIS FLOREAT ISTA CATHAR. ELISAB. SCHERZLINGIN PHA WITWE 1689 |
| Nun, wegen des neuerlichen Baus dieses Teils, blühe das [ganze] Haus.                                                                                                 |

## Sanierung
Das Haus war bis zu seiner Sanierung im Jahre 1998 verputzt.

## Innenraumgestaltung
Die Fachwerkwand im Treppenhaus, die mit Abbundzeichen durchnummeriert ist, bildete ursprünglich die rückwärtige Außenfassade des Haupthauses.